# Pretor
Pretor (en latín, praetor) era el título concedido por el gobierno de la Antigua Roma a un hombre que actuaba en una de dos capacidades oficiales: (i) el comandante de un ejército, y (ii) un magistratus (magistrado) elegido, designado para desempeñar diversas funciones. Las funciones de la magistratura, la praetura (pretoría), se describen con forma adjetiva:praetoria potestas (poder pretoriano), praetorium imperium (autoridad pretoriana), y praetorium ius (derecho pretoriano), siendo los precedentes legales establecidos por los praetores (pretores). Praetorium, como sustantivo, indicaba el lugar desde el que el pretor ejercía su autoridad, ya fuera la sede de sus castra, el tribunal de su judicatura o el ayuntamiento de su gobernación provincial.
En tanto magistrado, la jerarquía de un pretor se alineaba inmediatamente por debajo de la de cónsul. En los primeros tiempos de la República romana, el término pretor servía para designar a los cónsules, porque estaban colocados al frente de los ejércitos, pero en el año 366 a. C. se creó en Roma, con el título particular de praetor, una nueva magistratura cuya función principal era la de administrar justicia en la fase in iure, conceder interdictos, restitutiones in integrum y otras funciones judiciales, además estaba dotado del ius edicendi. Otras funciones del pretor incluían las de convocar al Senado y los comicios, promulgar leyes, gobernar provincias y comandar ejércitos. Este cargo, llamado pretura, fue creado en el año 367 a. C. por las Leyes Sextias y Licinas. Desde su creación hasta el año 241 a. C. solo existió un cargo de pretor en Roma, encargado de la organización de los procesos. En este año se creó otro para proteger a los extranjeros. Su número fue creciendo a la par que Roma iba conquistando nuevos territorios. A pesar del número de pretores, esta magistratura no estaba colegiada, ya que no todos tenían las mismas competencias y estas eran sorteadas. Estaban investidos de imperium e ius auspiciorum maius.
Los plebeyos no llegaron a la pretura sino hasta 337 a. C., aunque el cargo estuvo accesible tanto a patricios como a plebeyos desde el principio.

## Funciones
La pretoría era un importante cargo militar y civil solo superado en importancia por el cargo de cónsul entre las magistraturas regulares. Fue asimismo una de las instituciones políticas romanas más longevas, desde su origen a mediados del siglo IV hasta el final del Imperio. El pretor ostentaba el imperium (tradicionalmente, la autoridad real civil y militar original) similar, si bien menor (imperium minus), al de los cónsules y los dictadores. A raíz de esto, podían ejercer casi todas las actividades y labores de un cónsul, siempre y cuando un cónsul no se los impidiera. En tanto los cónsules de la ciudad estaban constantemente ausentes de ella, el imperium de los pretores les daba importantes responsabilidades. El pretor urbano era, en la ausencia de los cónsules de la ciudad, el principal magistrado de Roma y, como tal, presidía el Senado. El pretor urbano y (para el siglo II) el pretor peregrino estaban a la cabeza de todo el sistema jurídico romano. Los pretores llegaron a estar a cargo de tribunales penales permanentes a medida que se establecían. Todos los pretores eran potenciales comandantes militares y eran enviados regularmente a gobernar las provincias territoriales fijadas. Pronto se convirtió en el puesto más alto al que podía aspirar la mayoría de quienes iniciaban una carrera pública.

## Historia del título
El estatus del praetor en los inicios de la república no está claro. La descripción tradicional de Livio afirma que la pretoría fue creada por las Leges Sextianas-Licinianas en el 367 a. C., pero tanto Livio como otros romanos de la república tardía eran conscientes de que los principales magistrados eran previamente llamados praetor. Por ejemplo, Festo se refiere a 'los pretores, que ahora son cónsules'.
La forma de la república cambió sustancialmente a lo largo de su historia, y las descripciones sobre el desarrollo de la república en el periodo imperial temprano se ven empañadas por anacronismos que proyectan en el pasado las prácticas entonces contemporáneas. En los primeros periodos de la república, es posible que pretor "no haya significado más que líder en el sentido más básico," derivado de praeire (proceder) o de praeesse (ser preeminente). Estos primeros pretores pueden haber sido simplemente líderes de clanes que dirigían "fuerzas militares de forma privada y libre de control estatal," con una multitud de líderes privados que dirigían ejércitos privados.
Estos líderes militares tempranos acabaron institucionalizándose en cuerpos de magistrados fijos elegidos por el pueblo y con un claro control estatal sobre las actividades militares. A esto también contribuyó probablemente "el uso de recuperatores para mediar en las disputas y de sacerdotes feciales para controlar la declaración de guerra," con el efecto de que se hizo más difícil que individuos particulares iniciaran guerras contra los vecinos de Roma. Las reformas del año 449 a. C. también pueden haber exigido "por primera vez que todos los comandantes militares fueran confirmados por una asamblea popular [que representara] al pueblo romano".
El surgimiento de la pretoría clásica fue un largo proceso que se inició de manera definitiva en el 367 a. C., cuando se aprobaron las Rogaciones Sextianas-Licinianas, que otorgaban al pueblo romano un poder sustancialmente mayor sobre la selección de sus mandos militares. Si bien Livio afirma que las rogativas crearon la pretoría en el 367 a. C. para liberar a los cónsules de sus responsabilidades judiciales, "pocos historiadores modernos aceptan [esta] descripción tal y como está escrita". Más allá del conocimiento antiguo de que un título de pretor databa de los inicios de la república, lo que se convirtió en la pretoría clásica fue inicialmente un cargo militar con imperium y "prácticamente idéntico en autoridad y capacidad al consulado". Además, una pretoría en toda regla sin collegium, como implica el relato de Livio, sería una "tremenda violación de la práctica romana en la que todas las magistraturas regulares se creaban en colegios formados por al menos dos".
Los académicos y estudiosos consideran cada vez más que las [rogaciones] establecían "un colegio de tres (y solo tres) pretores, dos de los cuales acabaron convirtiéndose en los cónsules históricos". Lo que se convirtió en la pretoría clásica en sus primeros años tampoco se consideraba inferior a los cónsules, ya que "era una práctica común que los hombres ocuparan la pretoría después de un consulado... ya que [hacerlo] era simplemente un método para mantener el imperium durante un segundo año".
Livio cuenta que hasta el año 337 a. C. el pretor era elegido únicamente entre los patricios. En ese año, la elegibilidad para la pretoría se abrió a los plebeyos, y uno de ellos, Quinto Publilio Filón, obtuvo el cargo.
Solo en los 125 años posteriores a la elección de tres líderes militares surgió una clara distinción entre lo que se convertiría en la figura de los cónsules y lo que se convertiría en la de pretores, debido a la "práctica normal romana de reservar un comandante en la ciudad o cerca de ella para fines de defensa y (eventualmente) para la administración civil". La gloria y el prestigio ganados por los pretores luchando en guerras extranjeras, y luego aún en Italia, es lo que condujo al mayor prestigio del cargo de cónsul. Solo en el año 180 a. C., con la aprobación de la lex Villia annalis, se prohibió el ejercicio del pretorio después del consulado. Incluso después de que la figura del consulado surgiera de la de la pretoría con mayor prestigio y deseabilidad, el imperium pretoriano seguía sin ser legalmente distinto (o inferior al imperium consular) hasta el final de la república.
A partir del año 241 a. C., los pretores empezaron a ser prorrogados, lo que permitió a antiguos pretores actuar en el lugar de un pretor (es decir, pro praetore) con el poder solo de "comandar la guerra en su provincia asignada [sin] otras preocupaciones o deberes". La prórroga, en la práctica, otorgó a particulares un poder legalmente ficticio para actuar en lugar de los magistrados normales, permitiéndoles seguir actuando dentro de su tarea asignada (provincia). La prórroga permitía a un magistrado, cuyo imperium no expiraba con su mandato hasta cruzar el pomerium o ser despojado por el pueblo, continuar en su tarea asignada o provincia.